# 도철

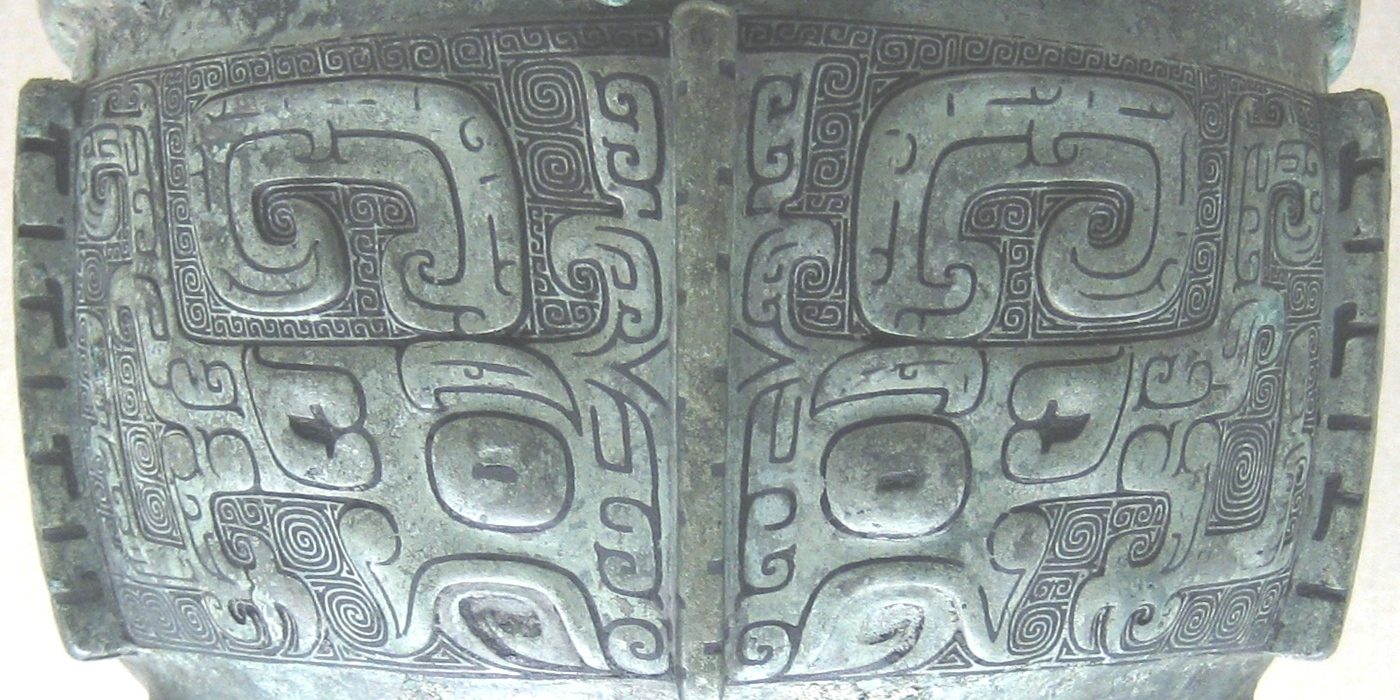
도철문

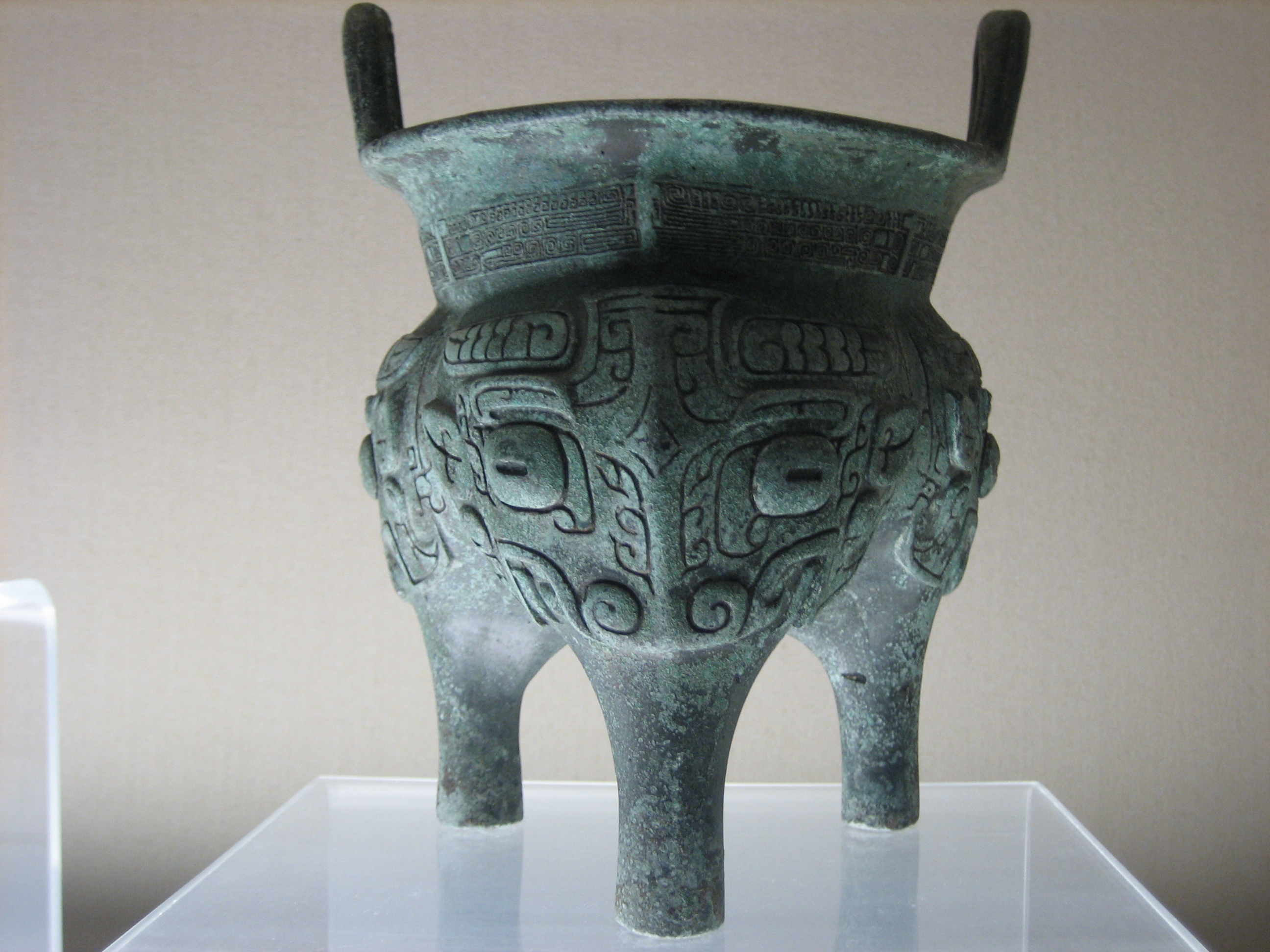
도철이 새겨져 있는 청동솥

도철(饕餮, tāotiè)은 중국 신화에 등장하는 전설의 동물로 사흉이라 불리며 두려움의 대상이었던 네 마리의 괴물 가운데 하나다. 몸은 소나 양, 뿔은 굽어 있으며 호랑이의 이빨을 지녔고 사람의 얼굴과 손톱을 가진다 한다.
『춘추좌씨전(春秋左氏傳)』에는 진운씨(縉雲氏)의 아들로 기록되어 있으나, 양신(楊愼)의 『승암외집(升庵外集)』에는 용지구자(龍之九子) 중 다섯 쨰 아들로 묘사되어 있다. 혹은 중국대륙 서남쪽 황야에서 용의 자식인 용생구자 중 하나로 태어나 자랐으며, 야만적인 성격에다가 엄청난 식욕의 소유자로 무엇이든지 먹어치운다고 한다. 게다가 자기보다 강한 자에게는 굽신 거리는 반면 자기보다 약한 자는 괴롭혀댔다. 고대의 제왕인 황제의 자손인 순(舜)에 의해 서쪽 변경으로 추방되었다고 전해진다.
도철의 문장은 은나라 시대의 청동기 장식에 도철문(饕餮文)으로 사용되었다.

## 도철이 등장하는 작품
- 십이국기（누항(陋巷)에 존재）
- 펫숍오브호러즈 (토테츠로 등장)

## 같이 보기
- 사흉